# Mineràlnoie
Mineràlnoie (en rus: Минеральное) és un poble del krai de Primórie, a l'Extrem Orient de Rússia, que en el cens del 2010 tenia 403 habitants.